# Valter Birsa
Valter Birsa, slovenski nogometaš, * 7. avgust 1986, Šempeter pri Gorici.

## Življenjepis
Kot 5-letni otrok je pričel igrati nogomet v NK Primorje, nato je kot obetaven deček prestopil v NK Bilje, kjer je nastopal v selekcijah 1. slovenske nogometne lige, U-14, U-16 (državni prvaki) in U-18. Zadnjo sezono mladinskega staža je prestopil v ND HIT Gorica, kjer pa je kmalu prestopil v člansko moštvo. Profesionalno kariero je pričel pri 17. letih v ND HIT Gorica. V svoji drugi sezoni je postal eden izmed najboljših napadalcev 1. slovenske nogometne lige in s 27 zadetki drugi najboljši strelec v sezoni 2005/2006. Kot 18-letni mladenič (28.2.2006) je debitiral v slovenski nogometni reprezentatci ter po koncu sezone 2005/2006 prestopil v francoski Sochaux, kjer je že na prvi tekmi (5. avgusta 2006) začel v prvi enajsterici. Na drugi je dosegel prvi gol. Mladi Primorec je bil izbran v idealno enajsterico po izboru Sindikata profesionalnih igralcev nogometa Slovenije (SPINS) za leto 2006, bralci in bralke Sportala pa so ga izbrali za najboljšega napadalca. Prav tako ga je spletna stran sportnamreza.com izbrala za najboljšega slovenskega nogometaša leta 2006.
V izboru spletne strani Nogomania.com je bil Birsa izbran za Kralja slovenskega nogometa leta 2006, na prestolu najboljšega pa je zamenjal Milenka Ačimoviča. Birso je za najboljšega izbralo kar 30 različnih slovenskih nogometnih strokovnjakov.
V prvi sezoni (2006/2007) je s francoskim Sochauxom osvojil francoski pokal za katerega je v finalu dosegel gol iz enastmetrovke po podalških. Sochaux je končal na 7. mestu v državnem prvenstvu za katerega je Valter dosegel tri zadetke v 31. tekmah in 1666 minutah.
Kot zmagovalec francoskega pokala se je 28. julija 2007 Valter Birsa s Sochaux-om v superpokalu pomeril z zmagovalcem državnega prvenstva Lyonom in izgubil z 2:1.
V 13.minuti je Valter Birsa dosegel prekrasen zadetek z lobom vratarja Gregoryja Coupeta za vodstvo Sochauxa. Igral je do 52. minute ko je bil zamenjan zaradi manjše poškodbe.
Birso je 22. januarja 2009 na posojo do junija 2009 vzel AJ Auxerre. 29. maja 2009 ga je tudi dokončno odkupil.
Prvi gol za slovensko nogometno reprezentanco je dosegel 9. septembra 2009, na tekmi kvalifikacij za svetovno prvenstvo proti Poljski.
Svoj prvi gol v najprestižnejšem klubskem tekmovanju na svetu, Ligi prvakov, je dosegel v torek, 19. oktobra 2010, ko je za Auxerre dosegel gol iz prostega strela proti Ajaxu na amsterdamski Areni (1:2).

## Reprezentančni goli
| # | Datum             | Prizorišče                       | Nasprotnik | Gol za | Izid | Tekmovanje               |
| - | ----------------- | -------------------------------- | ---------- | ------ | ---- | ------------------------ |
| 1 | 9. september 2009 | Ljudski vrt, Maribor             | Poljska    | 3–0    | 3–0  | Kvalifikacije za SP 2010 |
| 2 | 10. oktober 2009  | Tehelné pole, Bratislava         | Slovaška   | 1–0    | 2–0  | Kvalifikacije za SP 2010 |
| 3 | 18. junij 2010    | Ellis Park Stadium, Johannesburg | ZDA        | 1–0    | 2–2  | Svetovno prvenstvo 2010  |
| 4 | 7. junij 2013     | Laugardalsvöllur, Reykjavík      | Islandija  | 2–2    | 4–2  | Kvalifikacije za SP 2014 |
| 5 | 19. november 2013 | Arena Petrol, Celje              | Kanada     | 1–0    | 1–0  | Prijateljska tekma       |